# Psiloptera
Psiloptera è un genere di coleotteri della famiglia Buprestidae.

## Tassonomia
- Psiloptera acroptera (Pongrácz, 1935)
- Psiloptera anilis Gistel, 1857
- Psiloptera argyrophora (Perty, 1830)
- Psiloptera assimilis (Gory, 1840)
- Psiloptera attenuata (Fabricius, 1793)
- Psiloptera bicarinata (Thunberg, 1789)
- Psiloptera cribrosa (Gory, 1840)
- Psiloptera ectinogonioides Cobos, 1963
- Psiloptera equestris (Olivier, 1790)
- Psiloptera fasciata (Haupt, 1950)
- Psiloptera fulgida (Olivier, 1790)
- Psiloptera haupti Weidlich, 1987
- Psiloptera hoffmanni (Laporte & Gory, 1836)
- Psiloptera incerta Weidlich, 1987
- Psiloptera johanni Lotte, 1940
- Psiloptera kerremansella Obenberger, 1926
- Psiloptera maculata (Haupt, 1950)
- Psiloptera malleri Cobos, 1969
- Psiloptera nattereri Redtenbacher, 1868
- Psiloptera olivieri Saunders, 1870
- Psiloptera orbignyi Lucas, 1859
- Psiloptera ornata (Haupt, 1956)
- Psiloptera pardalis (Laporte & Gory, 1836)
- Psiloptera pertyi (Laporte & Gory, 1836)
- Psiloptera puncticollis (Haupt, 1956)
- Psiloptera reichei (Laporte & Gory, 1836)
- Psiloptera rubromarginata Chevrolat, 1838
- Psiloptera schulzi (Haupt, 1950)
- Psiloptera signata (Haupt, 1950)
- Psiloptera transversovittata (Haupt, 1950)